# Lukusashi
Lukusashi (anglicky Lukasashi River) je řeka ve Východní a Centrální provincii v Zambii. Je to levostranný přítok řeky Lunsemfwa, která ústí do řeky Luangwa.

## Průběh toku
Řeka Lukusashi vzniká v pohoří Muchinga v nadmořské výšce 1268 m n. m. výtokem z jezera Lusiwashi, které je 19 km dlouhé a 9 km široké. V nadmořské výšce 412 m n. m. ústí do řeky Lunsemfwa, která je největším přítokem řeky Luangwa. Řeka Lukusashi náleží do povodí Zambezi.

## Vodní režim
Průtok řeky je celoroční. Při přívalových deštích se hladina řeky může zvednout až o pět metrů.